# Uraka Kastiljska, kraljica Portugala
Infantkinja Doña Uraka Kastiljska (šp. Urraca de Castilla, port. Urraca de Castela) (? - 3. studenog 1220.) bila je kći Alfonsa VIII. Kastiljskog i Eleonore Engleske te unuka Henrika II. Engleskog, a također i sestra Henrika I. Kastiljskog.
Urakina je baka Eleonora Akvitanska razmatrala da Uraku uda za francuskog kraljevića Luja, sina Filipa II., ali je ipak odlučila da će Lujeva žena biti Urakina sestra Blanka, navodno zato što Urakino ime znači "svraka" na španjolskom, dok Blankino znači "bijela".
Uraka je postala žena infanta Alfonsa, sina kralja Sanča I. Portugalskog. Uraka i Alfons su se vjenčali 1206., a on je naslijedio oca 1212. godine kao Alfons II. Uraka mu je rodila barem tri sina i jednu kćer. Nije poznato kako se Uraka slagala sa suprugom, ali se zna da je Alfons imao barem jedno izvanbračno dijete. Taj njegov sin je rođen nakon Urakine smrti; čini se da je Alfons bio vjeran ženi, koja je bila treća kraljica njegove zemlje.
Uraka je umrla 3. studenog 1220. godine u Coimbri te je pokopana u samostanu Djevice Marije u Alcobaçi.

## Potomstvo
Urakina djeca:
- Sančo II. Portugalski
- Alfons III. Portugalski
- Leonora, kraljica Danske
- Ferdinand, lord Serpe

Moguće je da je Uraka još rodila Vincenta, koji je navodno pokopan gdje i ona. Njezin je unuk bio kralj Denis.